# Strikeforce: Lawler vs. Shields
Strikeforce: Lawler vs. Shields（ストライクフォース：ローラー・ヴァーサス・シールズ）は、アメリカ合衆国の総合格闘技団体「Strikeforce」の大会の一つ。2009年6月6日、ミズーリ州セントルイスのスコットトレード・センターで開催された。
大会メインイベントでは、元EliteXC世界ミドル級王者ロビー・ローラー対元EliteXC世界ウェルター級王者ジェイク・シールズの契約体重試合（182ポンド：約82.6kg）が行われた。

## 大会概要
EliteXCの元王者同士の対決となったメインイベントでは、シールズがローラーを開始2分余りでのギロチンチョークで降した。

### カード変更
当初、メインカードとして予定されていたハファエル・カバウカンチ対ジャレッド・ハマンのヘビー級戦は、ハーマンの欠場によりマイク・カイルが出場し、試合はアンダーカードに降格となった。

## 試合結果

### プレリミナリィカード
第1試合 ライト級 5分3R
○  パット・ベンソン vs.  デイブ・コクラン ×
1R 2:42 腕ひしぎ十字固め
第2試合 ミドル級 5分3R
○  ルーカス・ロペス vs.  スコット・ヴェンティミグリア ×
1R 3:26 反則（グラウンドの膝蹴り）
第3試合 ウェルター級 5分3R
○  タイロン・ウッドリー vs.  サル・ウッズ ×
1R 4:20 肩固め
第4試合 ライトヘビー級 5分3R
○  ブッカー・デルース vs.  ジェームス・ウェイド ×
1R 4:06 TKO（レフェリーストップ）
第5試合 ライトヘビー級 5分3R
○  マイク・カイル vs.  ハファエル・カバウカンチ ×
2R 4:05 TKO（レフェリーストップ）
第6試合 キャッチウェイトバウト（175ポンド） 5分3R
○  ジェシー・フィニー vs.  ジョシュ・バンガーナー ×
1R 1:55 V1アームロック

### メインカード
第7試合 ライトヘビー級 5分3R
○  マイク・ホワイトヘッド vs.  ケビン・ランデルマン ×
3R終了 判定3-0（29-28、29-28、29-28）
第8試合 ウェルター級 5分3R
○  ジョー・リッグス vs.  フィル・バローニ ×
3R終了 判定3-0（30-27、30-27、30-27）
第9試合 キャッチウェイトバウト（180ポンド） 5分3R
○  ニック・ディアス vs.  スコット・スミス ×
3R 1:41 チョークスリーパー
第10試合 ヘビー級 5分3R
○  ブレット・ロジャース vs.  アンドレイ・アルロフスキー ×
1R 0:22 TKO（レフェリーストップ：スタンドパンチ連打）
第11試合 キャッチウェイトバウト（182ポンド） 5分3R
○  ジェイク・シールズ vs.  ロビー・ローラー ×
1R 2:02 ギロチンチョーク